# Kolor z przestworzy
Kolor z przestworzy (ang. The Colour Out of Space) – opowiadanie fantastycznonaukowe H.P. Lovecrafta. Napisane zostało w marcu 1927 roku i opublikowane po raz pierwszy we wrześniu tego samego roku na łamach Amazing Stories.

## Treść
W Nowej Anglii, na terenie należącym do rodziny amerykańskich rolników, spada tajemniczy meteoryt mający niezwykłe właściwości fizyczne. Po jakimś czasie meteoryt kurczy się i zanika, a wkrótce po tym zaczynają się mutacje roślin w okolicach miejsca upadku – owoce stają się niejadalne, a rośliny przybierają dziwne kształty i kolory. Nieznana choroba zaczyna porażać krowy, konie i inne zwierzęta, a następnie ludzi.

## Adaptacje

### Ekranizacje
- Giń, stworze, giń! (ang. Die, Monster, Die) – film z 1965 roku w reżyserii Daniela Hallera, w roli głównej Boris Karloff, USA/Wielka Brytania.
- Klątwa (ang. The Curse) – film z 1987 roku w reżyserii Davida Keitha, USA.
- Kolor z ciemności (ang. Colour from the Dark) – film z 2008 roku w reżyserii Ivana Zuccona, Włochy.
- Kolor (niem. Die Farbe) – film z 2010 roku w reżyserii Huana Vu, Niemcy[2].
- Kolor z przestworzy – film z 2019 roku w reżyserii Richarda Stanleya. Główne role odgrywają Nicolas Cage, Joely Richardson, Madeleine Arthur, Q’orianka Kilcher oraz Tommy Chong[3].

### Manga
Na podstawie tego opowiadania powstała manga, której autorem jest Gou Tanabe. W Polsce została ona wydana 28 kwietnia 2017 roku pod tytułem Kolor z innego wszechświata przez wydawnictwo Studio JG.